# 卡莫伊斯男爵

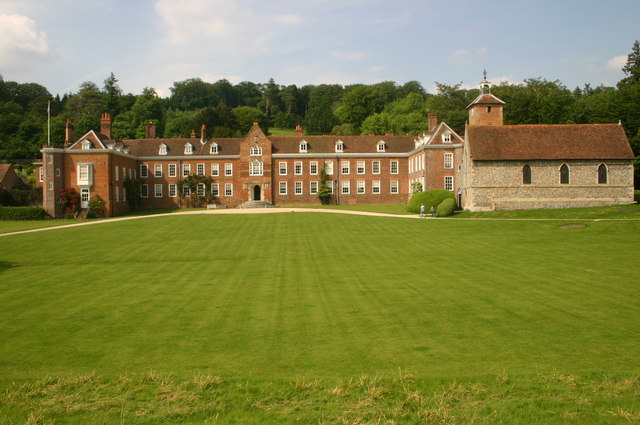
卡莫伊斯男爵住所，斯托納莊園

卡莫伊斯男爵（英語：Baron Camoys），是一個被二次冊封的英格蘭貴族爵位。第一次冊封於1313年，透過令狀（英語：Writ），授予拉夫·德·卡莫伊斯（英語：Ralph de Camoys）。
第二次冊封於1383年，透過令狀，授予托馬斯·德·卡莫伊斯。

## 卡莫伊斯男爵，第一次冊封（1313年）
- 第一代卡莫伊斯男爵拉夫·德·卡莫伊斯（英語：Ralph de Camoys, 1st Baron Camoys）（卒於1336年）
- 第二代卡莫伊斯男爵托馬斯·德·卡莫伊斯（英語：Thomas de Camoys, 2nd Baron Camoys）（卒於1372年）

## 卡莫伊斯男爵，第二次冊封（1383年）
- 第一代卡莫伊斯男爵托馬斯·德·卡莫伊斯（英语：Thomas Camoys, 1st Baron Camoys）（卒於1419年或1421年）
- 第二代卡莫伊斯男爵休·德·卡莫伊斯（英语：Hugh de Camoys, 2nd Baron Camoys） (1413年－1426年，爵位自1426年休止)
- 第三代卡莫伊斯男爵托馬斯·斯托納（英语：Thomas Stonor, 3rd Baron Camoys）（1797年－1881年，爵位自1839年恢復）
- 第四代卡莫伊斯男爵弗朗西斯·斯托納（英语：Francis Stonor, 4th Baron Camoys）（1856年－1897年）
- 第五代卡莫伊斯男爵拉夫·斯托納（英语：Ralph Stonor, 5th Baron Camoys）（1884年－1968年）
- 第六代卡莫伊斯男爵謝爾曼·斯托納（英语：Sherman Stonor, 6th Baron Camoys）（1913年－1976年）
- 第七代卡莫伊斯男爵托馬斯·斯托納（英语：Thomas Stonor, 7th Baron Camoys）（生於1940年）

爵位繼承人為第七代男爵之子，拉夫·威廉·斯托納（英語：Ralph William Stonor）（生於1974年）。

## 註腳
1. ↑  Richardson I 2011，第395頁
2. ↑  Cokayne 1912，第506頁; Richardson I 2011，第398頁.